# Dobsonia peronii
Dobsonia peronii — вид рукокрилих, родини Криланових. 

## Середовище проживання
Країни поширення: Індонезія, Тимор-Лешті. 

## Стиль життя
Лаштує сідала в печерах, ущелинах скель, порожнистих дерев. Колонії до 300 особин були знайдені на Тиморі.

## Загрози та охорона
Немає серйозних загроз для цього виду по всьому ареалу. Полювання, і втрата печер може бути локалізованою загрозою для видів.